# ジェームズ・ラッティ
ジェームズ・ラッティ（James Ratti、1997年10月14日 - ）は、ウェールズのラグビーユニオン選手。ユナイテッド・ラグビー・チャンピオンシップのオスプリーズに所属している。

## 経歴
ウェールズのダンヴァントRFCのユースチームでキャリアをスタートさせた。
2016年と2017年に、U20シックス・ネーションズのスコットランド戦でベンチ入りしたが、出場はなかった。2017年のU20シックス・ネイションズにも、U20ウェールズ代表に選ばれたが、出場機会が無かった。
オスプリーズのアカデミーを経て、2018年にオスプリーズ公式戦デビューを果たした。
2019年にカーディフと契約し、同年11月にカーディフ公式戦デビューを果たす。2023年1月21日にはカーディフ50試合出場を達成した。
2022年、シックス・ネーションズに出場するウェールズ代表チームに招集され、ウェールズ代表の南アフリカ遠征にも帯同したが、出場機会が無かった。
2023-24シーズンに先立ち、オスプリーズに復帰した。
2024年、ウェールズ代表のオーストラリア遠征メンバー選考を逃したが、負傷者が発生したためメンバーに追加された。2024年6月22日の南アフリカ共和国代表戦に控えから出場し、代表初キャップを獲得した。